# Aureli Casabona i Bel
Aureli Casabona i Bel (Barcelona, 7 de juliol de 1931 - 17 d'abril de 2025) fou un agent comercial i empresari català.
Tingué una llarga trajectòria professional i corporativa en l'àmbit del comerç, singularment vinculada al sector cerealista. Hi tingué diverses responsabilitats, també a nivell internacional, i fou president d'honor de la Borsa de Comerç Europea. També presidí, des del 1991, designat per la Cambra de Comerç de Barcelona la Llotja de Cereals de Barcelona. La Generalitat de Catalunya li atorgà la Creu de Sant Jordi el 2014.